# Radisson Blu Iveria Hotel
Radisson Blu Iveria Hotel — гостиница в центре Тбилиси, расположенная на площади Революции роз.
Гостиница стоит на скале. Комплекс гостиницы составляют два контрастирующих объёма — высотный жилой корпус и низкоэтажный блок ресторана и обслуживающих помещений. В организацию вестибюлей и внутреннего двора включен живописный городской ландшафт — в помещениях гостиницы созданы далёкие и близкие перспективы городской застройки и горных цепей. Для облицовки стен использован камень бирюзовых оттенков с перебивками белым камнем. В оформлении интерьеров использованы скульптура, керамические панно, чеканка, ковры. Перегородка вестибюля из чеканных панно выполнена художником А. Горгадзе.

## История
Гостиница была построена в 1967 году по проекту архитектора О. Каландаришвили при участии И. Цхомелидзе, как основная гостиница класса «люкс» в Грузинской ССР и была названа «Иверия» в честь древнего царства Иверия. Главный и восточный залы, ресторан и ночной бар были выполнены Александром Бакрадзе.
Как одну из главных достопримечательностей города её показывают в фильме «Ретивый поросёнок» (1979).
После войны в Абхазии отель стал жильём для более чем 800 беженцев. В 2004 году беженцы были выселены из отеля, а каждая выселенная семья получила $7 тыс. компенсации. Отель был отреставрирован, и в 2009 году открыт, как Radisson Blu Iveria Hotel.